# 福格茨多夫
福格茨多夫（德語：Voigtsdorf，德語發音：[foːktsdɔʁf]）是德国梅克伦堡-前波美拉尼亚州的市镇，隶属于梅克伦堡湖区县。总面积为7.62平方千米，截至2023年12月31日总人口为93人。